# Sae Itō
Pour les articles homonymes, voir Ito.
Sae Itō (伊藤沙恵, Itō Sae) est une joueuse professionnelle japonaise de shogi née le 6 octobre 1993 à Musashino.  Elle a disputé douze finales de titres majeurs féminins depuis 2016 et remporté le titre de Meijin féminin 2021-2022.

## Palmarès
En février 2022, lors de la finale du Meijin féminin 2021-2022, Itō a battu Kana Satomi, qui avait remporté douze fois de suite le tournoi shogi féminin de 2009 à 2020.
| Titre                     | Victoires | Finales perdues           |
| ------------------------- | --------- | ------------------------- |
| Meijin féminin (ja)       | 2021-22   | 2018-19, 2019-20, 2022-23 |
| Ōshō féminin (ja)         |           | 2018                      |
| Ōi féminin (ja)           |           | 2018, 2023, 2025          |
| Ōza féminin (ja)          |           | 2016                      |
| Coupe Kurashiki Tōka (ja) |           | 2018, 2020, 2024-25       |
| Open féminin Mynavi (ja)  |           | 2020-21                   |